# Maison des Têtes Noires de Tallinn
Pour les articles homonymes, voir Maison des Têtes Noires.
La maison de la confrérie des Têtes Noires (estonien : mustpeade vennaskonna hoone) ou maison des Têtes Noires  (estonien : Mustpeade maja) est un bâtiment de Tallinn en Estonie. 

## Présentation
La maison est l'ancien quartier général de la guilde des Têtes noires.
Elle est située au 26 de la rue Pikk dans le vieux Tallinn. 
En 1517, la guilde acquiert les bâtiments.
Le bâtiment actuel date de la fin du XVIe siècle. Le siècle de la Réforme apporte changements et innovations, le bâtiment reconstruit est agrandi. 
La grande pièce principale est créée et constitue alors probablement la première pièce entièrement de style Renaissance de l'ensemble de la Baltique. 
Des éléments néo-Renaissance y sont ajoutés au début du XXe siècle lors de rénovations. 
En 1597, la façade est rénovée par le tailleur et architecte Arent Passer tandis que le reste du bâtiment l'est par Hand Luttigk. 
Sa façade est décorée par des sculptures et des pierres de taille qui doivent être regardées d'un certain angle. 
On peut voir, au-dessus de l'entrée principale et de sa riche décoration de  style renaissance des Pays-Bas (en), les armoiries de la guilde des Têtes noires. 
Entre le premier et le deuxième étage sont figurées celles de la Ligue hanséatique. 
Au niveau suivant, les Têtes noires sont représentées comme des cavaliers en charges, et au sommet de la façade se trouve le Christ.
Le porte principale date des années 1640.
Un Maure, symbole de saint Maurice, le saint patron de la guilde est sculpté dans le bois et la pierre au dessus de la porte.
De nos jours, la maison de la guilde des têtes noires est composée de trois bâtiments.
Le Hall Blanc est construit en 1531-1532, et il sera transformé pendant les travaux de reconstruction de 1909 à 1911.
Le hall de la guilde de St. Olaf dont l'architecture intérieure date du début du XVe siècle est acheté par la guilde des Têtes noires en 1919 et est transformé entre 1919 et 1922.
Le bâtiment de la guilde des Têtes noires devient au cours du XVIIe siècle un important lieu social, avec des concerts, des bals et des réceptions pour des invités prestigieux. 
La guilde organisait également au printemps des jeux de guerre, des tournois et d'autres exercices militaires ou encore du tir - à l'arc - au pigeon (un perroquet sculpté sur bois), privilège confirmé par Alexandre Ier de Russie en 1808. Le bâtiment subit un incendie en 1697. Non propriétaire des bâtiments jusqu'en 1806, la maison qui jouxte le bâtiment principal appartint à Gottlieb Burchart Bellawary (1721-1759), conseiller de Tallinn et fils de Johannes Burchart V, ce qui explique ses armoiries et celles de sa femme sur la façade.
Le bâtiment de la guilde sert actuellement de centre culturel et événementiel.

## Galerie

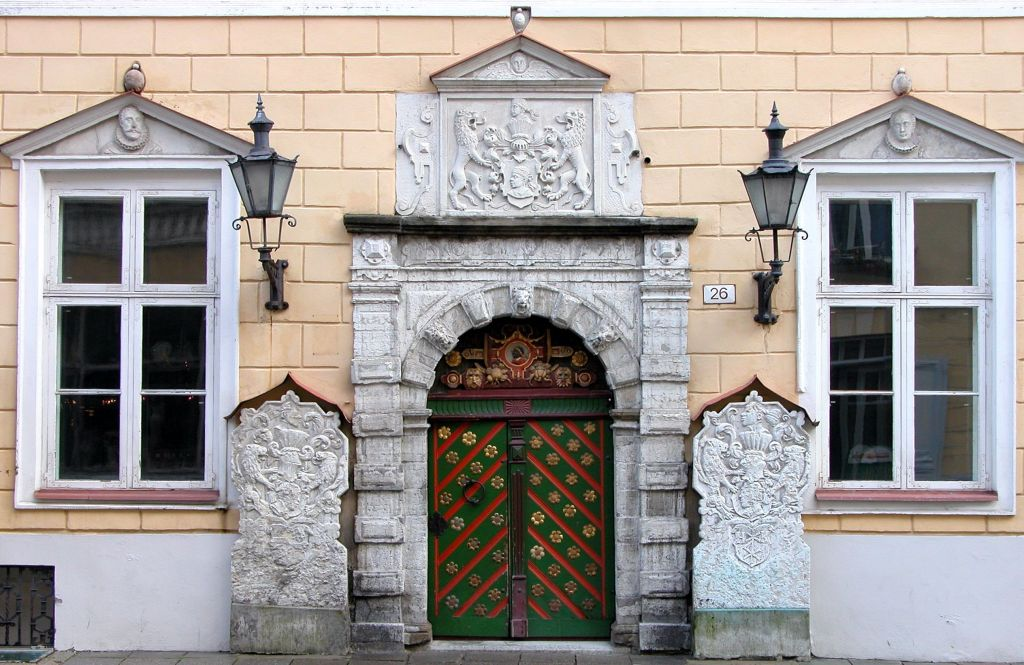
Porte principale.
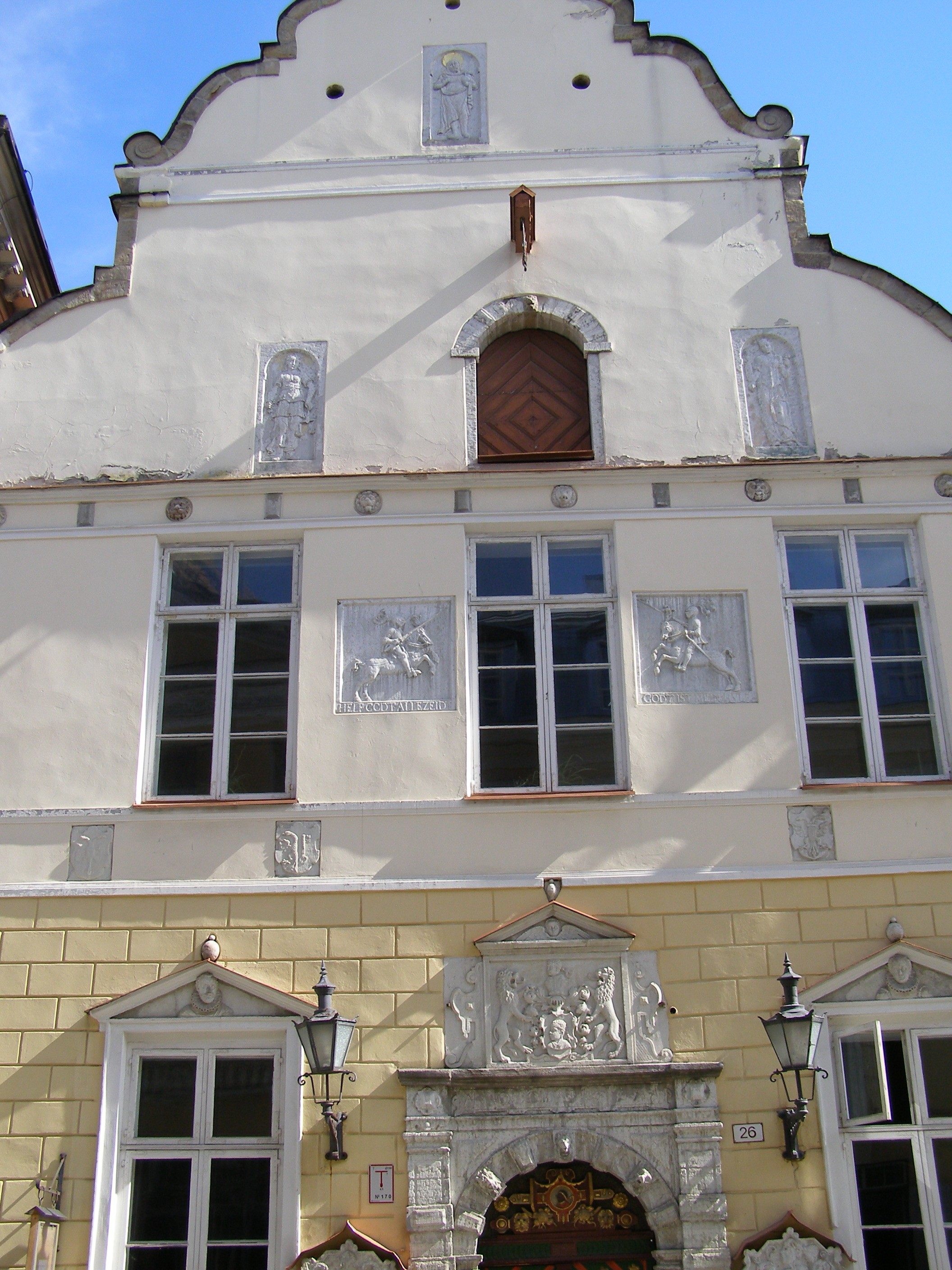
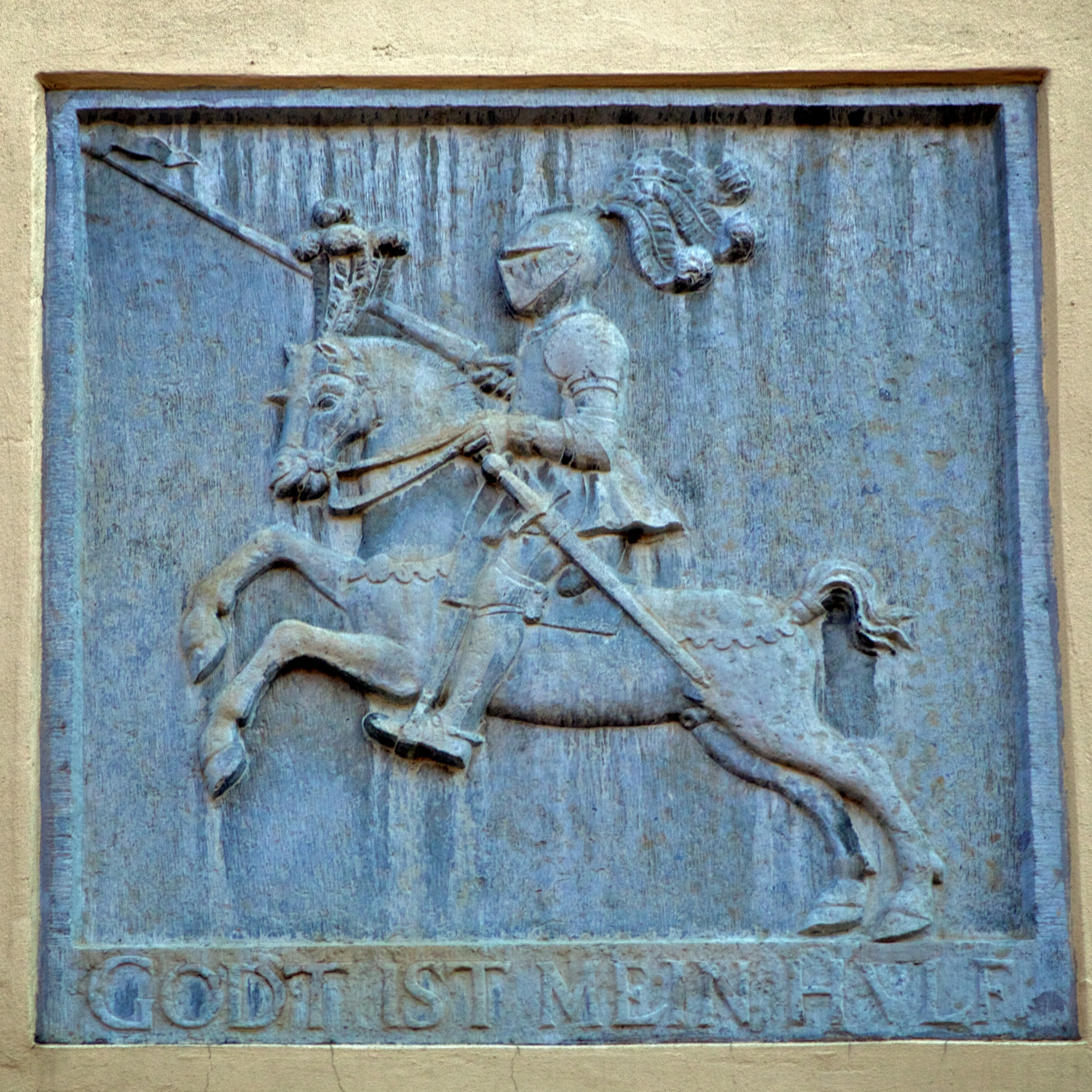
Détail. Godt ist mein hulf, "Dieu est mon aide"
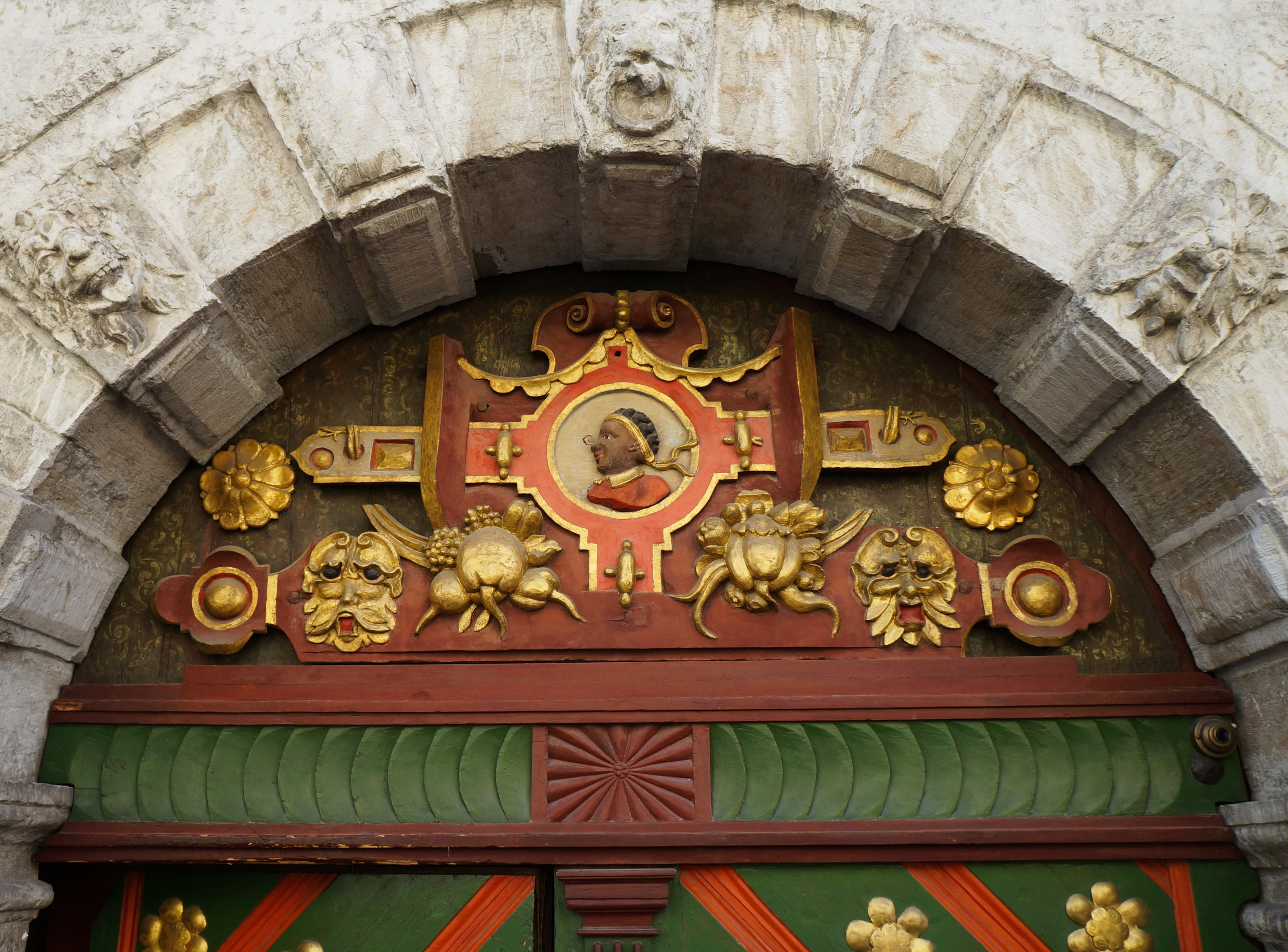
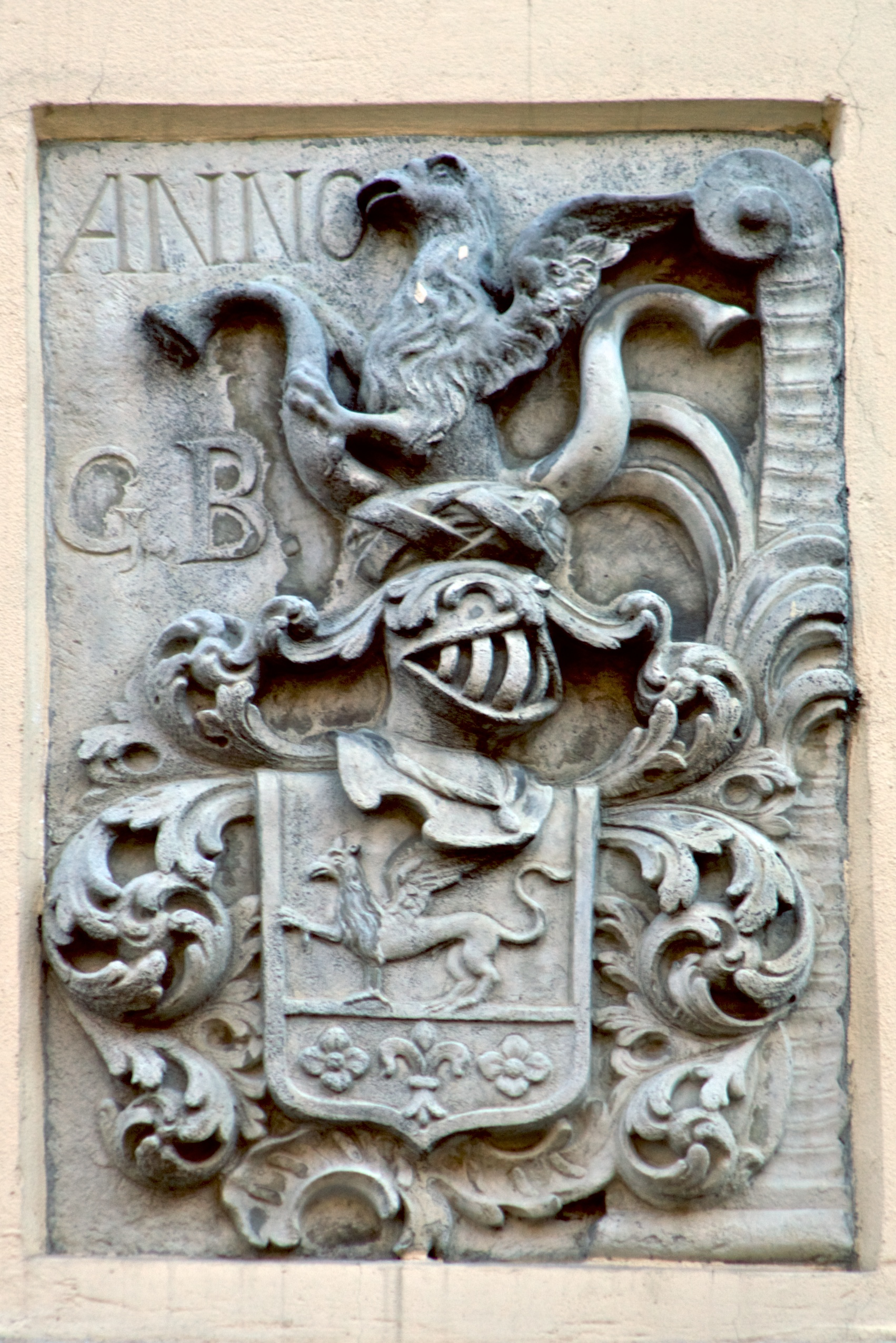
Armoiries de Gottlieb von Bellavary (1721-1759), dont les initiales, 1749.
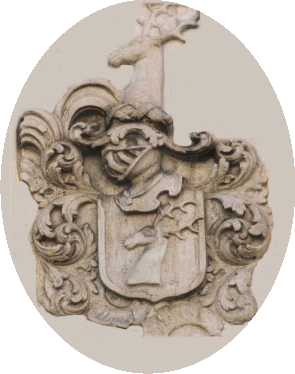
Armes de Dorothé Elisabeth von zur Mühlen (1726-1776), épouse du précédent.
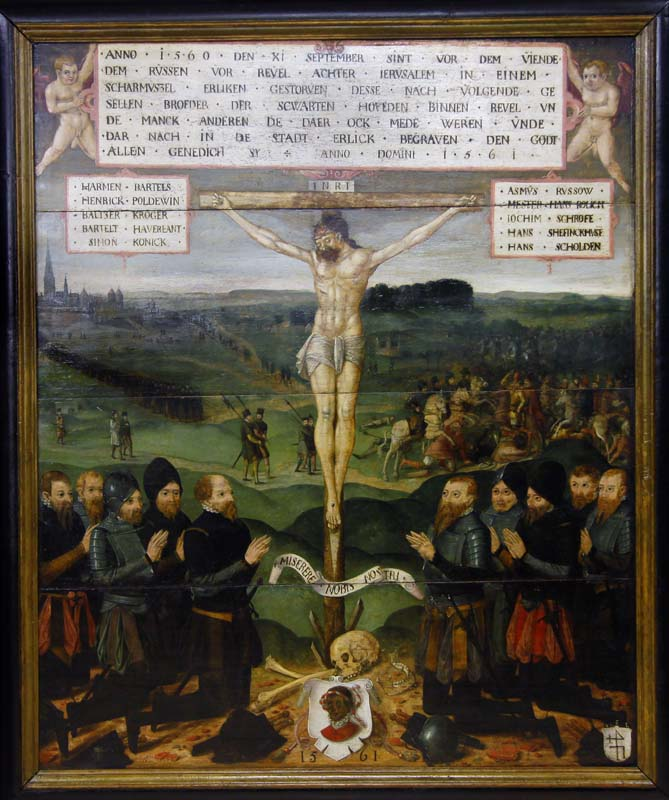
Membres de la guilde des Têtes Noires aux pieds de la Croix. Hommage, 1561, musée municipal de Tallinn